# Nueva Independencia (Frontera Comalapa)
Nueva Independencia es una localidad del estado mexicano de Chiapas. Es parte del municipio de Frontera Comalapa.

## Demografía
| Gráfica de evolución demográfica |
|                                  |

| Censo | Población |
| ----- | --------- |
| 1930  | 217       |
| 1940  | 437       |
| 1950  | 546       |
| 1960  | 895       |
| 1970  | 1 027     |
| 1980  | 1 256     |
| 1990  | 1 629     |
| 2000  | 1 553     |
| 2010  | 2 001     |
| 2020  | 2 048     |